# Годен, Андре
Шарль Андре́ Годе́н (фр. Charles André Gaudin; 1 июля 1875, Леваллуа-Перре — 19 апреля 1926, Париж) — французский гребец, серебряный призёр летних Олимпийских игр 1900.
На Играх, Годен участвовал только в одиночных заплывах. В четвертьфинале он, с результатом 6:43,0, был вторым, проиграв только будущему победителю финальной гонки своему соотечественнику Анри Барле. В полуфинале, они опять соревновались вместе, и опять Годен был хуже, пройдя гонку за 8:33,4. В финальном заплыве, Годен уже третий раз уступил Барле, на этот раз с результатом 7:41,6, но теперь он получил серебряную медаль Игр.